# مادربورد

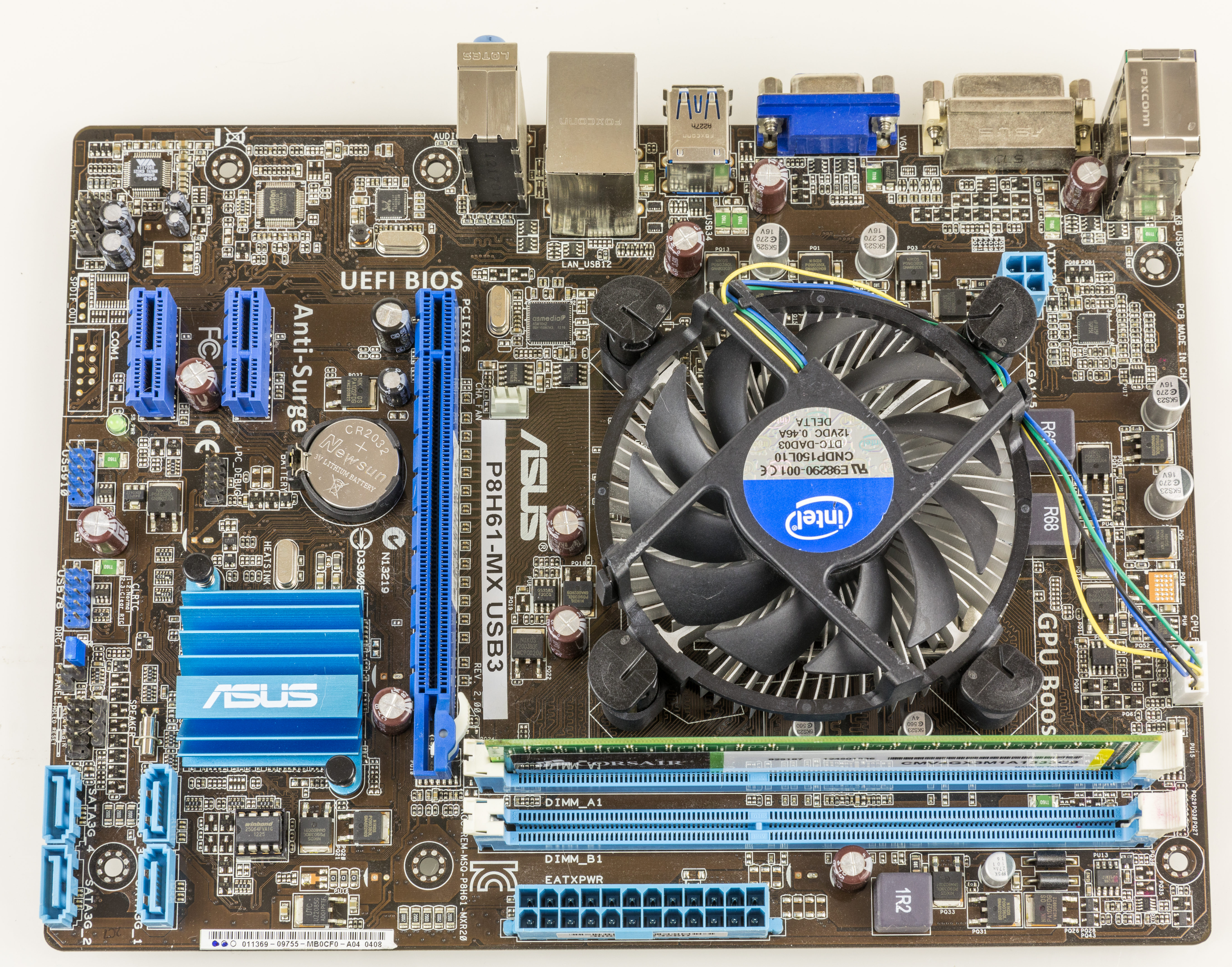
ایسوس سری پی۸ اچ۶۱

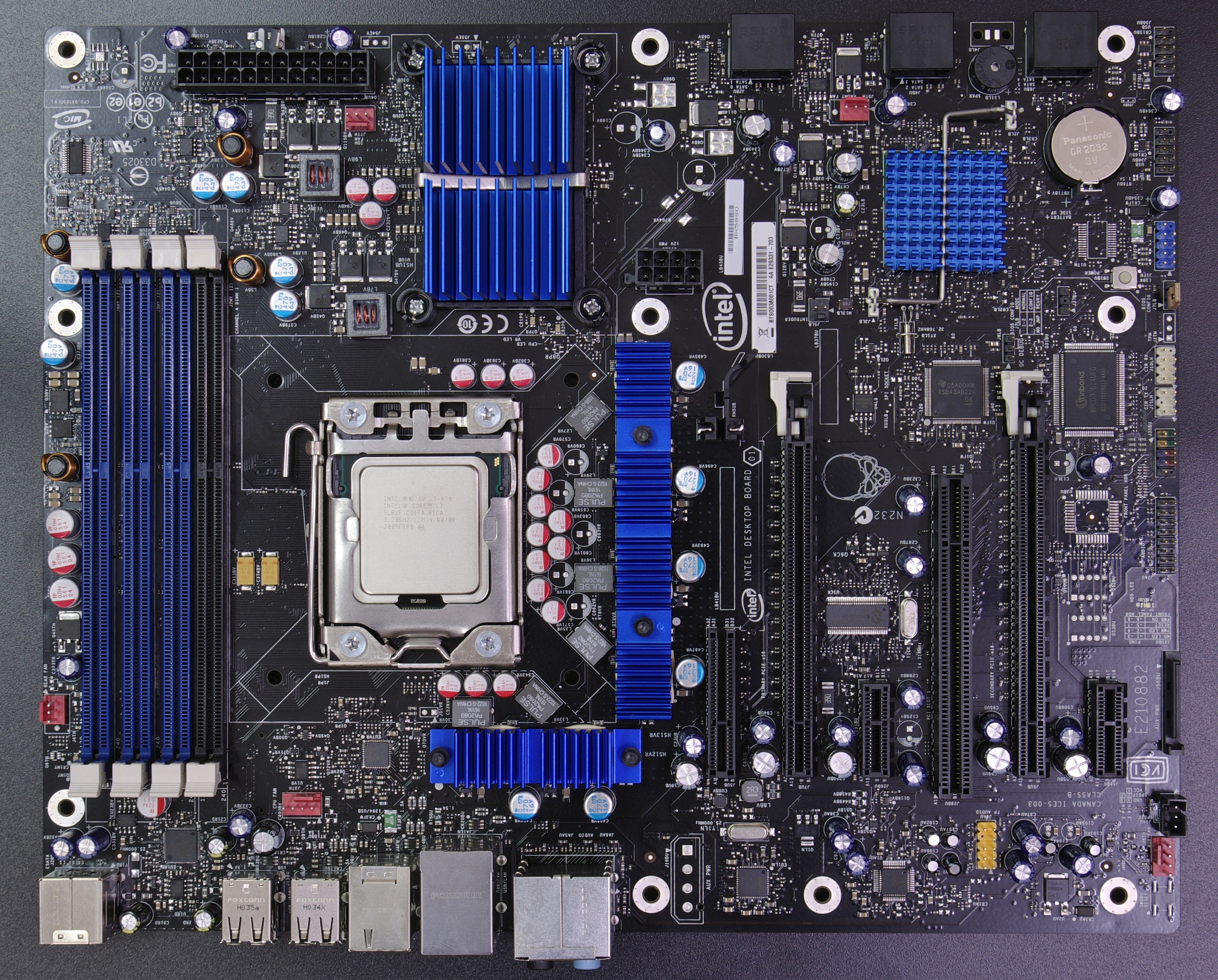
یک مادربرد از شرکت اینتل

بُردِ مادر یا مادر برد یا برد اصلی یا برد سیستم یا برد سامانه (به انگلیسی: Mainboard or Motherboard or system board) یا موبو (به انگلیسی: mobo) برد مدار چاپی است که بخش‌های گوناگون رایانه مانند واحد پردازنده مرکزی و ریزپردازنده، حافظه دسترسی تصادفی(RAM) و… بر روی آن سوار می‌شوند و قطعه‌های بسیار کاربردی و مهم دیجیتالی نظیر بایوس (BIOS) در آن قرار گرفته‌اند. در کامپیوترهای اپل آن را برد منطقی می‌نامند.
مادربرد اصلی‌ترین بخش یک رایانه است و سپس بعد از آن CPU اصلی‌ترین بخش یک رایانه است. مادر برد اصلی‌ترین بخش یک رایانه است و کار آن کنترل کردن پردازشگر مرکزی و ارتباط دادن آن با قسمت‌های دیگر است. خود پردازشگر با هیج کدام از ابزار آلات بیرونی ارتباط مستقیم ندارد و همان‌طور که از نامش پیداست تنها یک پردازنده‌است. ارتباط پردازشگر با ابزار خارجی (به جز در موارد معدود) توسط بایوس (BIOS) انجام می‌گیرد و در حقیقت بین پردازشگر و ورودی/خروجی‌ها همواره یک مدار واسط وجود دارد. مادربورد، بورد مادر و اصلی کامپیوتر است که درون کیس قرار دارد و کار آن ارتباط دادن بعضی از اجزاء کامپیوتر به یکدیگر و کنترل عمل کامپیوتری و منطقی اجزاء مختلف کامپیوتر می باشد. 
در یک دسته بندی جدید مادربوردها را می توان به سه دسته زیر تقسیم کرد: 
- مادربورد عملکرد منطقی داخلی
- مادربورد عملکرد منطقی خارجی
- مادربورد عملکرد بورد منطقی داخل کیس.[۵]

## اجزا

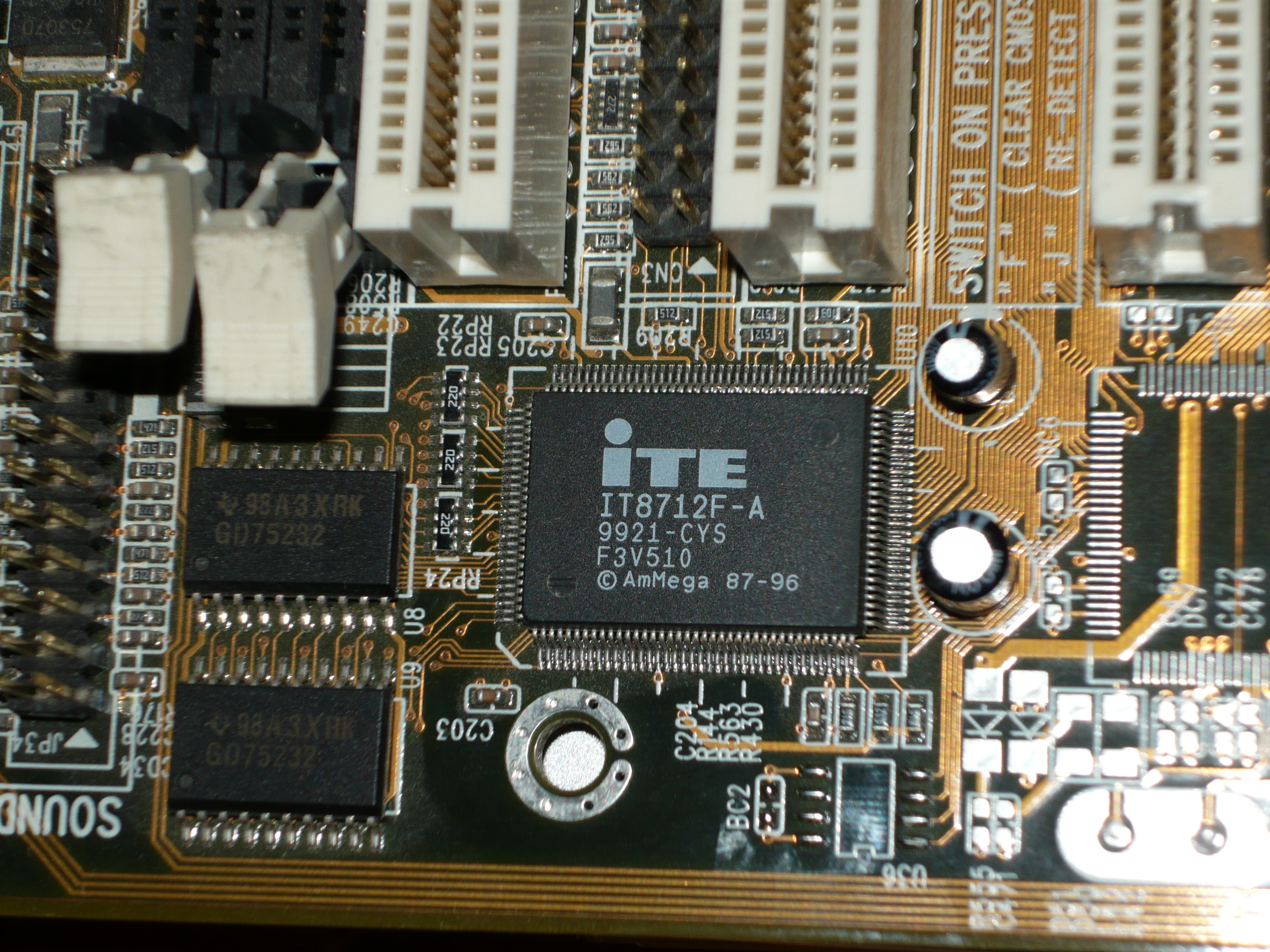
یک مادربرد از شرکت ite

ساختار ظاهری مادربورد شامل مجموعهٔ از قطعات الکترونیکی مانند خازن، ترانزیستور، مقاومت، دیود، آی‌سی و ورودی‌هایی است که روی یک برد الکترونیکی بزرگ چند لایه از جنس سیلیسیم و درصد کمی از چوب قرار می‌گیرند. روی صفحه مادربورد چندین خط به رنگ‌های متفاوت دیده می‌شود که همه قطعات را به هم متصل می‌سازد و به آنها اصطلاحاً باس می‌گویند.
برای کل کامپیوتر، مادربورد، زیربنای اطلاعات و قدرت است. شکل و اندازه مادربورد در طرحهای ان‌ال‌ایکس و آ تی‌ایکس می‌باشد که دومی بیشتر رایج‌تر است. یکی از تراشه‌های مادربورد، سوپر آی/اُ است که دیسک‌های کمکی، صفحه کلید، ماوس و قسمت‌های سریال و چاپگر را کنترل می‌کند. به تراشهٔ سوپر آی/اُ به‌علاوهٔ دو تراشهٔ دیگر به نام‌های پل شمالی و پل جنوبی، چیپ ست مادربرد گویند که مبنای بسیار خوبی جهت مقایسه مادربردها می‌باشد. از چیپست‌های معروف به کار رفته در مادربردهای امروزی می‌توان اینتل (Intel) و ای‌ام‌دی (AMD) را نام برد.
روی مادر برد، یک باتری به نام سیماس باتری (CMOS battery) وجود دارد. وظیفه این باتری تغذیه مادربورد برای نگهداری و محاسبه زمان و تاریخ سیستم، در مدتی که سیستم خاموش است می‌باشد. در مادربورد حافظه‌ای محدود و فقط خواندنی به نام سیماس (CMOS) وجود دارد که اطلاعات فنی اجزای سخت‌افزاری و الکترونیکی کامپیوتر را در خود نگه می‌دارد. در هنگام راه‌اندازی سیستم، این حافظه اطلاعات حیاتی و تکنیکی لازم را دربارهٔ کامپیوتر به سیستم می‌دهد تا تمامی اجزای سخت‌افزاری به درستی شناخته و هماهنگ شوند.

## چیپ ست مادربردها
هر مادربردی دارای یک چیپ ست است. چیپ ست نوع پردازنده قابل قبول توسط مادربرد، نوع و ظرفیت رم و دستگاه‌های بیرونی و درونی قابل پشتیبانی توسط کامپیوتر را مشخص می‌کند. چیپست‌ها از نظر امکانات، بازدهی و پایداری بسیار متفاوت اند و بنابراین گزینه ای بسیار حیاتی در انتخاب مادربرد به حساب می‌آیند. متخصصان خوب، شناخت خوبی از چیپست‌ها دارند.
چون چیپست ارتباط بین پردازنده و دیگر دستگاه‌های روی سیستم را ساده‌تر می‌کند، چیپ‌های درون آن تقریباً در وسط مادربرد قرار می‌گیرند. بسیاری از چیپست‌های امروزی به صورت دو چیپ اصلی با نام‌ها پل شمالی و پل جنوبی ساخته می‌شوند.
چیپ پل شمالی (Northbridg) روی مادربردها بر اساس اینتل به پردازنده کمک می‌کند تا با رم کار کند. روی مادربردهای بر اساس AMD ارتباط کارت تصویر را فراهم می‌کند چون کنترل گر حافظه درون CPU قرار دارد. چیپ‌های فعلی پل شمالی کارهای زیادی انجام می‌دهند و بسیار گرم می‌شوند و باید هیت‌سینک و فن خاص خود را داشته باشند.
از طرف دیگر چیپ پل جنوبی (Southbridge) برخی از دستگاه‌های توسعه و درایوهای ذخیره‌سازی حجیم مانند هارد درایوها را پشتیبانی می‌کند. بسیاری از چیپ‌های پل جنوبی نیازی به خنک‌کنندگی اضافی ندارند و این چیپ‌ها می‌توانند فقط توسط هیت سینک خنک شوند. بدین ترتیب چیپ پل جنوبی محلی مناسب برای دیدن سازنده چیپست است.

## فرم فاکتور

FlexATX (9 xx)
microATX (9.6 xx)
Mini ATX (11.2 xx)
Standard ATX (12 xx)
Extended ATX (EATX) (12 xx)
WTX (14 xx)

در بردهای اصلی مدل XT، پردازنده‌ها به برد لحیم می‌شدند. اما پس از مدتی از ورود AT به بازار در بردهای اصلی، یک سوکت خاص متناسب با نوع پردازنده‌های قابل نصب، روی برد اصلی قرار گرفت و نصب پردازنده به وسیلهٔ کاربر نیز امکانپذیر شد.

### کارت‌های توسعه
کارت‌های توسعه دارای متصل کننده اج (Edge connector) هستند. ای‌جی‌پی (AGP) استاندارد برای ساکت (socket) کارت‌های توسعه کارت گرافیک بود. این استاندارد بین سال‌های ۲۰۰۴ و ۲۰۰۷ بود و جای خود را به PCI داده‌است. پی‌سی‌آی اکس‌پرس (PCI-E) جدیدترین نوع PCI است.

## سازندگان اصلی مادربورد
- اینتل (Intel)
- ای ام دی (AMD)
- دل (Dell)
- اچ پی (HP)
- ایسوس (ASUS)
- گیگابایت تکنولوژی (Gigabyte)
- ام‌اس‌آی(MSI)
- ایسر (Acer)
- ای‌سی‌اس (سیستم‌های رایانه‌ای اِلایت‌گروپ) (ECS)
- اِی‌اِس‌راک (ASRock)
- فاکس‌کان (Foxconn)
- زوتاک (Zotac)
- ای‌وی‌جی‌اِی (eVGA)
- بایو استار (BioStar)
- دی‌اف‌آی (DFI)
- جت‌وی (JETWAY)
- سوپرمایکرو (Supermicro)
- ایکس‌اف‌ایکس (XFX)
- ابیت (Abit)
- سویو (SOYO)
- اپاکس (Epox)
- آلباترون (ALBATRON)
- سولتک (Soltek)
- چِین‌تک (Chainteck)
- ای‌اوپن (AOpen)[۱۵]
- فاطر (شرکت ایرانی)[۱۶]